# Jacques Gaillot
Pour les articles homonymes, voir Gaillot.
Jacques Gaillot, né le 11 septembre 1935 à Saint-Dizier et mort le 12 avril 2023 à Paris, est un prélat catholique français, évêque d'Évreux de 1982 jusqu'à la décharge de ses fonctions par les autorités romaines en 1995 qui lui reprochent ses défaillances au devoir d'unité et de collégialité envers l'épiscopat français. 
Il est alors nommé évêque in partibus de Parténia et reste engagé dans maintes luttes sociales, morales ou politiques.

## Biographie

### Enfance et études
Fils d'un négociant en vin, Jacques Gaillot naît le 11 septembre 1935 à Saint-Dizier. Il effectue son service militaire en Algérie, de 1957 à 1959. Ordonné prêtre en 1961, il est professeur au séminaire régional de Reims de 1965 à 1972, puis devient curé de Saint-Dizier en 1973, tout en suivant les cours de l'Institut de formation des éducateurs du clergé (IFEC) de Paris.
En 1977, il est nommé vicaire général du diocèse de Langres puis devient évêque d'Évreux en mai 1982. Jacques Gaillot place son épiscopat sous la protection du bienheureux Jacques-Désiré Laval, béatifié trois ans plus tôt par le pape Jean-Paul II : « J’avais été séduit par le parcours si évangélique de cet homme. Prêtre à Évreux, il partit à l’île Maurice et se consacra aux délaissés de la société : les Noirs. Aujourd’hui encore, j’admire les actes qu’il a eu le courage de poser à son époque au XIXe siècle ».

### Le terrain politique et social
Jacques Gaillot a été membre du Comité de parrainage du Centre de documentation et de recherche sur la paix et les conflits, rebaptisé Observatoire des armements.
En 1983, il soutient l'objecteur de conscience Michel Fache, devant le tribunal d'Évreux. Durant l'assemblée annuelle épiscopale, il fait partie de la dizaine d'évêques à voter contre le texte épiscopal soutenant la dissuasion nucléaire,. Il lui est reproché d'avoir annoncé immédiatement sa position dans les médias, à l'opposition du principe de collégialité.
En janvier 1989, il est interviewé par le magazine Lui.
Il participe en juillet 1995 à un voyage en Polynésie française sur le navire Rainbow Warrior II du mouvement pacifiste Greenpeace pour s'opposer sur place aux essais nucléaires français. La marine française intercepte le navire dans les eaux territoriales autour du site nucléaire.
Il assiste également à la cérémonie de transfert au Panthéon des cendres d'Henri Grégoire, qui accepta la constitution civile du clergé, qu'il avait d'ailleurs contribué à rédiger. Jacques Gaillot est le seul évêque français à participer à cette cérémonie.
Il signe un appel demandant qu'une délégation du Comité des droits de l'enfant de l'ONU rende visite à un enfant tibétain en résidence surveillée depuis 1995 en Chine, Gedhun Choekyi Nyima, reconnu comme 11e panchen-lama par le dalaï-lama.
Il prend des positions qui tranchent avec la doctrine usuelle de l'Église, en faveur des divorcés remariés, du mariage des prêtres ou de l'ordination de femmes.
En 1994, il est l'un des fondateurs et coprésident de l'association Droits devant !!.
En 1995, il est relevé de ses fonctions d'évêque d'Évreux, les autorités ecclésiales, arguant que le prélat ne se serait pas « montré apte à exercer le ministère d'unité qui est le premier devoir d'un évêque ». La consécration épiscopale étant indélébile et Jacques Gaillot n'ayant pas commis d'actes appelant la peine canonique de la suspense, il est simplement nommé évêque in partibus de Parténia. Parténia est un siège épiscopal inaccessible, situé en Algérie, dans la région de Sétif, qui a « disparu sous les sables » à la fin du Ve siècle. Restant évêque de l'Église catholique, il peut donc toujours administrer les sacrements,.
La décision de la sanction de Jacques Gaillot provoque en France des réactions parfois vives tant dans l'opinion publique que dans le clergé, ravivant les divisions entre catholiques « traditionalistes » ou « progressistes » : certains évêques évoquent ainsi leur tristesse voire leur réserve vis-à-vis de la décision, provoquant une nouvelle mise au point des autorités romaines.  À l'occasion de sa dernière messe célébrée au diocèse d'Évreux, vingt mille fidèles se réunissent, tandis que des centaines d'autres se réunissent dans différentes villes de France. Jacques Gaillot est par ailleurs reçu un an après son éviction par le pape Jean-Paul II, dans un entretien qualifié de cordial. 
Jacques Gaillot s'attache ensuite à la structuration des réseaux d'un « diocèse » qu’il entend consacrer aux exclus et aux causes auxquelles il est attaché et s’installe dans une communauté de religieux spiritains de Paris. Il utilise ensuite sa prélature pour communiquer en faveur de ses orientations pour les exclus, créant notamment le site internet partenia.org qui, animé avec un réseau de contributeurs du monde entier, atteint alors une audience plus importante qu’aucun autre site internet d’une structure d’Église. Il cesse d'écrire pour le site en 2010.
À partir de 2013, il publie régulièrement des tribunes dans le Huffington post dans lesquelles il se déclare notamment pour le droit à l'euthanasie et pour le mariage homosexuel. Le 1er septembre 2015, Jacques Gaillot est reçu en audience privée à Rome par le pape François à la résidence Sainte-Marthe. Le 30 novembre 2015, il figure au nombre des signataires de l'Appel des 58 : « Nous manifesterons pendant l'état d'urgence »,.

### Mort et obsèques
Admis dans une maison de retraite pour prêtres à l’été 2022, Jacques Gaillot est hospitalisé à l’hôpital Georges-Pompidou à Paris le 6 avril 2023 pour un cancer du pancréas fulgurant. Il y meurt le 12 avril.
Ses obsèques sont célébrées le 19 avril en l'église Saint-Médard par l'archevêque de Paris, Laurent Ulrich, accompagné de cinq évêques dont l’évêque d’Évreux, Christian Nourrichard, et d'une trentaine de prêtres dont Guy Gilbert. Un mot du pape François est lu. Plusieurs centaines de personnes assistent à la messe de funérailles, dont l'ancienne ministre du Logement Cécile Duflot ,.
Les obsèques de Jacques Gaillot se déroulent sans cercueil, celui-ci ayant fait don de son corps à la science,.

## Prises de position

### Homosexualité
En 2004, Jacques Gaillot se positionne en faveur du sacrement du mariage des couples homosexuels au même titre que les divorcés  en déclarant  « Le mariage homosexuel me paraît aujourd’hui la reconnaissance d’un droit. (…) L’affirmation de l’égalité des individus nous vient de la démocratie »  et cette ouverture ne constitue pas une menace pour le modèle traditionnel de la famille,.

## Affaire Vadeboncœur
En 1988, Jacques Gaillot accueille dans son diocèse le prêtre québécois Denis Vadeboncœur, condamné à 20 mois de prison au Québec en 1985 pour de multiples faits de pédophilie. Jacques Gaillot le nomme curé de Lieurey, le mettant ainsi à nouveau en contact avec des enfants. Après une nouvelle plainte, Vadeboncœur est condamné en 2005 à 12 ans de prison ferme pour les viols d’un mineur. Jacques Gaillot, après avoir prétendu qu’il ignorait le passé de Vadeboncœur en 1988, finit par avouer qu’il en était au contraire informé : « On rendait service. On vous demandait d’accueillir un prêtre indésirable et vous l'acceptiez. Ce que j’ai fait il y a plus de vingt ans, c’était une erreur ».

## Œuvres
- Ils m'ont donné tant de bonheur, Desclée de Brouwer, 1987  (ISBN 978-2220026077)
- Foi sans frontières, Desclée de Brouwer, 1988  (ISBN 978-2220026886)
- Ma liberté dans l'Église, Albin Michel, 1989  (ISBN 978-2226038265)
- Monseigneur des autres, Le Seuil, 1989  (ISBN 978-2020107174)
- Le monde crie, l'Église murmure, Syros Alternatives, 1991  (ISBN 978-2867386091)
- Chemin de croix, Desclée de Brouwer, 1991  (ISBN 978-2220031903)
- Lettre ouverte à ceux qui prêchent la guerre et la font faire aux autres, Albin Michel, 1991
- Paroles sans frontières, Desclée de Brouwer, 1993
- L'année de tous les dangers : coup de gueule contre l'exclusion, Ramsay, 1994
- Les cris du chœur, Albin Michel, 1994
- Je prends la liberté, Flammarion, 1995
- Chers amis de Partenia, Albin Michel, 1995
- Coup de gueule contre les essais nucléaires, Ramsay, 1995
- Paroles d'un homme d'Église, Ramsay, 1995
- Dialogue et liberté dans l'Église (avec Gabriel Ringlet), Ramsay, 1995
- Dialogue sur le parvis entre un évêque et un théologien, Desclée de Brouwer, 1996
- Ce que je crois, Grasset/Desclée de Brouwer, 1996
- La dernière tentation du diable, 1998.
- Église virtuelle, Église de l'an 2000 : un évêque au royaume d'Internet, Albin Michel, 1999
- Pour un catéchisme de la liberté (avec Alice Gombault et Pierre de Locht), Ramsay, 2003
- Carnet de route, 10 ans après, Éditeur J.C. Gawsewitch, 2004
- Carnets de vie, Éditeur J.C. Gawsewitch, 2010
- Avance et tu seras libre, Payot, 2010
- Un catéchisme au goût de liberté, L'Harmattan, 2010